# کاترینا آکورسمورک
کاترینا آکورسمورک (انگلیسی: Katrina Akursmørk؛ زادهٔ ۲۱ اکتبر ۱۹۹۶) بازیکن فوتبال اهل دانمارک است.
وی همچنین در تیم‌های ملی فوتبال Faroe Islands women's national under-17 football team, Faroe Islands women's national under-19 football team، و زنان جزایر فارو بازی کرده‌است.